# Машина часу в джакузі
Машина часу в джакузі (англ. Hot Tub Time Machine) — американська кінокомедія 2010 року, режисера Стіва Пінка, створена кінокомпаніями MGM/United Artists. Головні герої фільму Джон К'юсак, Роб Корддрі, Крейг Робінзон, Клерк Дюк, Ліндсі Фонсека, Ліззі Каплан та Колетт Вульф. На додаток до Джона К'юсака у фільмі також знімалися зірки 1980-х такі як: Чеві Чейз, Кріспін Гловер та Вільям Забка. Реліз фільму запланований на 26 березня 2010 року.

## Сюжет
У 2010 році четверо «геніїв», завдяки своїм експериментам з алкоголем, навчилися керувати просторово-часовим континуумом. Портал, розташований безпосередньо в джакузі на гірськолижному курорті, як їм здалося, дозволяє повернутися в далекий 1986 рік.

## У фільмі знімались
- Джон К'юсак — Адам
- Кларк Дюк — Джейкоб
- Крейг Робінсон — Нік Веббер-Агноу
- Роб Кордрі — Лоу
- Себастьян Стен — Блейн
- Ліззі Каплан — Ейпріл
- Колетті Вульф — Келлі
- Кріспін Гловер — Філ
- Чеві Чейз — Ремонтник джакузі часу
- Келі Стюарт — Кортні Веббер-Агноу
- Ліндсі Фонсека — Дженні
- Чарлі МакДермотт — Час
- Крістал Лоу — Зої
- Джессіка Паре — Тара
- Вільям Забка — Рік Стілман
- Томас Леннон — Замовник